# Пйотрувек (Мазовецьке воєводство)
Пйотрувек (пол. Piotrówek) — село в Польщі, у гміні Троянув Ґарволінського повіту Мазовецького воєводства.
Населення — 144 особи (2011).
У 1975-1998 роках село належало до Седлецького воєводства.

## Демографія
Демографічна структура станом на 31 березня 2011 року:
|          | Загалом | Допрацездатний вік | Працездатний вік | Постпрацездатний вік |
| -------- | ------- | ------------------ | ---------------- | -------------------- |
| Чоловіки | 78      | 19                 | 50               | 9                    |
| Жінки    | 66      | 17                 | 37               | 12                   |
| Разом    | 144     | 36                 | 87               | 21                   |